# Triclorosilano
El triclorosilano es un compuesto inorgánico con fórmula HSiCl3.  Es un líquido incoloro y volátil.  El triclorosilano purificado es el precursor principal del silicio ultrapuro en la industria de semiconductores.  En agua, se descompone rápidamente para producir un polímero de silicona mientras libera ácido clorhídrico.  Debido a su reactividad y amplia disponibilidad, es frecuentemente utilizado en la síntesis de compuestos orgánicos que contienen silicio.

## Producción
El triclorosilano se produce tratando silicio de grado metalúrgico pulverizado con una corriente de cloruro de hidrógeno a 300 °C.  También se produce hidrógeno, como se describe en la ecuación química:
Si  + 3 HCl   →   HSiCl3  +  H2
Se pueden conseguir rendimientos del 80-90%. Los subproductos más importantes son tetracloruro de silicio (fórmula química SiCl4), hexaclorodisilano (Si2Cl6), y diclorosilano (H2SiCl2), de los que el triclorosilano puede ser separado por destilación.

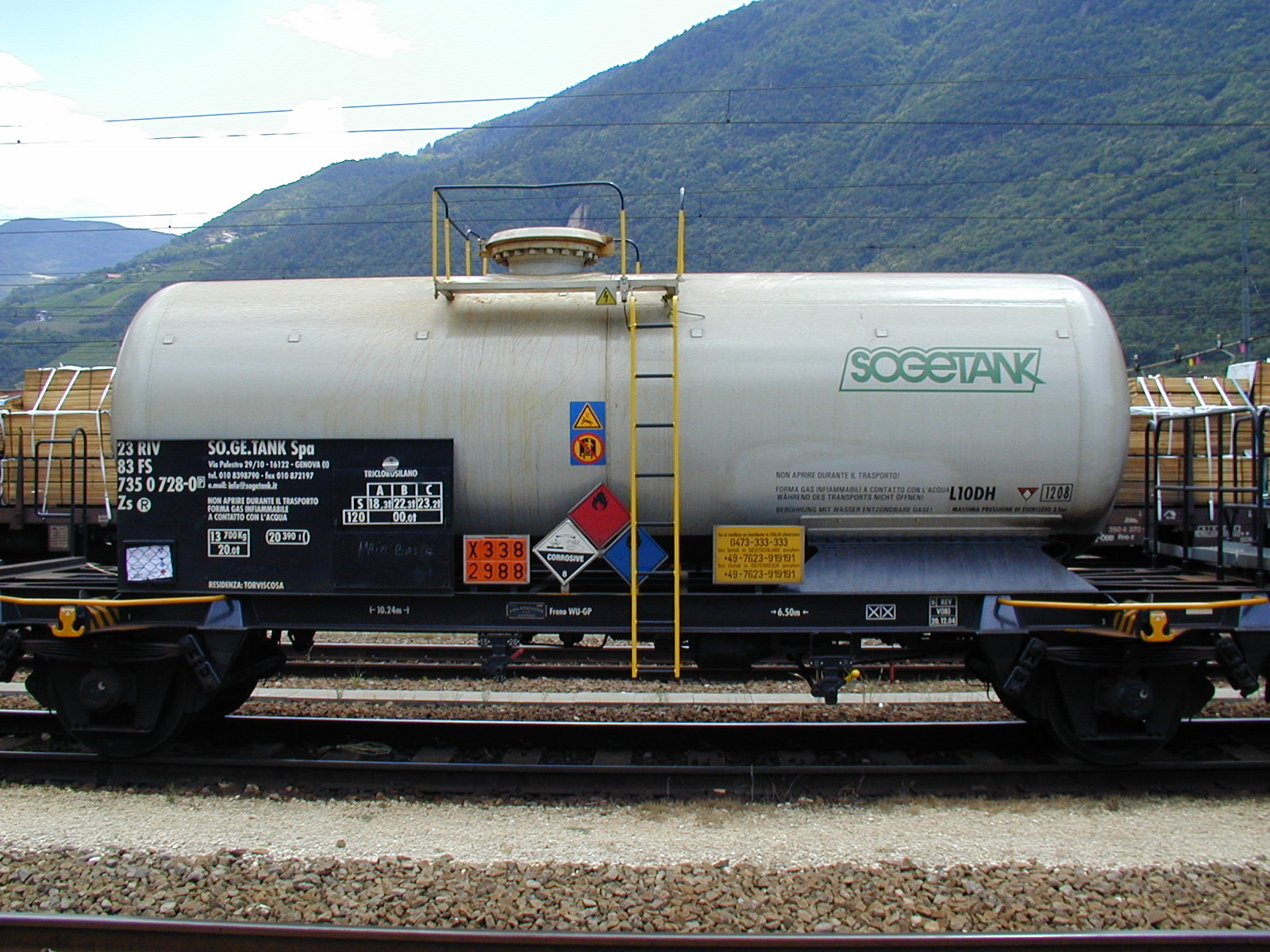
Vagón cisterna de triclorosilano (el rombo azul indica "Peligroso al contacto con el agua").

También es producido a partir de tetracloruro de silicio:
Si  + 3 SiCl4 +  2 H2  →   4 HSiCl3

## Aplicaciones
El triclorosilano es el ingrediente básico utilizado en la producción de polisilicio purificado.
HSiCl3   →    Si  +  HCl  +  Cl2

### Ingrediente en hidrosililación
A través de la hidrosililación, el triclorosilano es un precursor de otros compuestos de organosilicio útiles:
RCH=CH2  +  HSiCl3   →   RCH2CH2SiCl3
Algunos productos útiles de esta reacción u otras similares incluyen octadeciltriclorosilano (OTS), perfluorooctiltriclorosilano (PFOTCS), y perfluorodeciltriclorosilano (FDTS).  Estos reactivos se utilizan en ciencia de superficies y nanotecnología para formar monocapas autoensambladas. Esas capas que contienen flúor disminuyen la energía superficial y reducen la adhesión. Este efecto es normalmente aprovechado en los recubrimientos de sistemas microelectromecánicos (MEMS) y sellos microfabricados para litografía de nanoimpresión (NIL) y una herramienta de moldeo por inyección.

### Síntesis orgánica
El triclorosilano es un reactivo usado en la conversión de ácidos benzoicos a derivados de tolueno.  En el primer paso de una reacción de dos reactores, el ácido carboxílico es primero convertido al compuesto de triclorosililbencilo.  En el segundo paso, el derivado silil bencílico es convertido con base al derivado de tolueno con base.